# Mayo-Danay
Departament Mayo-Danay – departament w Regionie Dalekiej Północy w Kamerunie ze stolicą w Yagoua. Na powierzchni 5 303 km² żyje około 522,8 tys. mieszkańców.